# Ixekizumab
Ixekizumab är en monoklonal antikropp för behandling av autoimmuna sjukdomar. Den godkändes 2016 av det amerikanska läkemedelsverket FDA och europeiska läkemedelsmyndigheten under namnet Taltz för behandling av plackpsoriasis. Ixekizumab har utvecklats av Eli Lilly.